# Zuavos Pontifícios
Os Zuavos Pontifícios (em italiano:  Zuavi Pontifici) eram um batalhão de infantaria, mais tarde um regimento, dedicado à defesa dos Estados Papais. Nomeados em homenagem aos regimentos de zuavos franceses, os Zuavi Pontifici eram principalmente homens jovens, solteiros e católicos, que se voluntariaram para ajudar o Papa Pio IX na sua luta contra o movimento de unificação italiana, o Risorgimento.

## Origem
Os Zuavos evoluíram a partir de uma unidade formada por Louis Juchault de Lamoricière a 23 de maio de 1860, a "Companhia de Atiradores Franco-Belgas". A companhia foi rapidamente aumentada para um batalhão de 8 companhias ao fundir os Atiradores com outra unidade de voluntários, os "Cruzados de Cathelineau".
A 1 de janeiro de 1861, a unidade foi renomeada como Zuavos Pontifícios, depois de já terem sido testados em 1860. O nome foi introduzido por Xavier de Mérode. O capelão era o Monsenhor Edouard de Woelmont.

## Juramento
| “ | Eu juro a Deus Onipotente ser obediente e fiel ao meu soberano, o Pontífice Romano, nosso Santo Padre, o Papa Pio IX, e aos seus legítimos sucessores. Juro servi-lo com honra e fidelidade e sacrificar a minha vida pela defesa da sua augusta e sacra pessoa, pela defesa da sua soberania e pela defesa dos seus direitos | ” |

### Antigo Corpo da Guarda Pontifícia
- Guarda da Córsega
- Guarda Nobre
- Guarda Palatina